# .am
.am je vrhovna internetska domena (country code top-level domain - ccTLD) za Armeniju. Domenom upravlja ISOC-AM.

## Vanjske poveznice
- IANA .am whois informacija  Arhivirana inačica izvorne stranice od 27. travnja 2006. (Wayback Machine)